# インダストリアルデザイン
インダストリアルデザイン（英: industrial design）は「工業デザイン」または「工業意匠」とも呼ばれ、産業分野における工業製品の設計や造形を担うデザイン分野である。

## 概要
18世紀末に、イギリスで起きたいわゆる産業革命によって、クラフト的伝統を受け継ぐ「応用美術」や「趣味」といった意味としての「デザイン」と明確に使い分けられるようになった。機械生産による大量生産・大量消費社会への転換を背景に生まれ、1930年代中頃に「画家」「技師」「市場調査員」といった総合的な特徴を持ち合わせた職能を近代的「工業デザイナー」とする国際的コンセンサスが形成された。
「デザイナーという用語は十九世紀を通じて曖昧模糊とした霧に包まれていた。その仕事の割り切った説明をすれば美術家、建築家、工匠のものであり、また技師、発明家、方法論者」がインダストリアルデザインを担うデザイナーの姿であるといえる。

## 歴史
「インダストリアルデザイン」という語は、1920年代のアメリカで使われ始めたといわれる。もともとは設計と意匠形状の設計は技術者が共に手掛けていた。レイモンド・ローウィらの活動により1920年代末から1930年代には、デザインの優劣が製品の売り上げさえ左右することが次第に認識されるようになった。インダストリアルデザイナーは大量生産・大量消費の時代を迎え、短期間のモデルチェンジなど、市場の倫理や要望を消化し反映するという必要から出現した職業である。当初は美術家、建築家、工芸家などが顧客である企業の委託を受け、プロジェクト単位で関わることもあった。
「アメリカが工業デザイナーを生み出したのは、製造というよりはむしろ販売を目的としてであって、それに絡む商品は、もはや『応用、あるいは装飾芸術』と全体的に呼べないものであった。第一次大戦数年後のアメリカ合衆国の勢いは新産業にねざしており、いわば製品自体の存在価値が科学と工学の進歩にもっぱら依存していた。」「企業はデザイナーを美容師のように考えている。ある会社が開発したペンを見せられて、デザイナーが出来ることといえば『色を黒にして、赤のラインを回しなさい』ということぐらいである。（ポルシェのデザイナー）」一方で、「デザイナーはいまも人間工学や製品の美的な質であれ、社会的、心理的充足であれ、文化的な豊かさに影響するという面で、数々の方法によって生活の質的向上に貢献できるユニークな位置にいる」のである。

## 自動車産業における呼称
自動車産業では、英語圏における呼び名「stylist」または「styling designer」を使用する事が世界的に共通化しつつある。これは英語圏においては、開発推進設計者を「engineer」、設計担当を「designer」、意匠開発を「stylist」としており、国際間の開発協力の中で誤解を防ぐためである。